# Jan Polanc
Jan Polanc (Kranj, 6 de mayo de 1992) es un ciclista esloveno que fue profesional entre 2011 y mayo de 2023, momento en el que puso fin a su carrera por problemas cardiacos.

## Palmarés
2012
- 3.º en el Campeonato de Eslovenia Contrarreloj
- Piccolo Giro de Lombardía

2013
- Giro del Friuli Venezia Giulia, más 1 etapa

2015
- 1 etapa del Giro de Italia

2017
- 1 etapa del Giro de Italia[2]
- Campeonato de Eslovenia Contrarreloj

2020
- 3.º en el Campeonato de Eslovenia Contrarreloj

2021
- 2.º en el Campeonato de Eslovenia Contrarreloj
- 2.º en el Campeonato de Eslovenia en Ruta

2022
- Trofeo Laigueglia
- 3.º en el Campeonato de Eslovenia Contrarreloj

## Resultados en Grandes Vueltas y Campeonatos del Mundo
| Carrera         | Carrera         | 2011 | 2012 | 2013 | 2014 | 2015 | 2016 | 2017 | 2018 | 2019 | 2020 | 2021 | 2022 |
| --------------- | --------------- | ---- | ---- | ---- | ---- | ---- | ---- | ---- | ---- | ---- | ---- | ---- | ---- |
|                 | Giro de Italia  | —    | —    | —    | 42.º | 53.º | —    | 11.º | 32.º | 14.º | —    | —    | —    |
|                 | Tour de Francia | —    | —    | —    | —    | —    | 54.º | —    | —    | —    | 40.º | —    | —    |
|                 | Vuelta a España | —    | —    | —    | —    | —    | —    | 38.º | —    | —    | —    | 41.º | 12.º |
| Mundial en Ruta | Mundial en Ruta | —    | —    | 40.º | Ab.  | —    | —    | 61.º | Ab.  | Ab.  | 27.º | 18.º | 30.º |

—: no participa

Ab.: abandono